# Поротниково (Новосибирская область)
Поротниково — деревня в Сузунском районе Новосибирской области России. Входит в состав Малышевского сельсовета.

## География
Площадь деревни — 34 гектара.

## Население
| 2002 | 2007 | 2010 |
| ---- | ---- | ---- |
| 205  | ↘183 | ↘162 |

## Инфраструктура
В деревне по данным на 2007 год функционирует 1 учреждение здравоохранения. Так же присутствует пожарная часть с 2015 года.